# 1. Liga (Tschechoslowakei) 1967/68
Die Spielzeit 1967/68 der 1. Liga  war die 25. reguläre Austragung der höchsten Eishockeyspielklasse der Tschechoslowakei. Mit 59 Punkten setzte sich der Armeesportklub Dukla Jihlava durch. Für die Mannschaft war es ihr insgesamt zweiter tschechoslowakischer Meistertitel.

## Modus
Wie in der Vorsaison wurde die Liga mit zehn Mannschaften ausgespielt. Da jede Mannschaft gegen jeden Gruppengegner je zwei Heim- und Auswärtsspiele austrug, betrug die Gesamtanzahl der Spiele pro Mannschaft 36 Spiele. Meister wurde der Gewinner der Hauptrunde. Der Tabellenletzte stieg direkt in die jeweilige Landesmeisterschaft ab.

## Tabelle
| Pl. | Team                    | Sp. | S  | U | N  | Torv.   | Pkt. |
| --- | ----------------------- | --- | -- | - | -- | ------- | ---- |
| 1.  | Dukla Jihlava           | 36  | 26 | 7 | 3  | 186:81  | 59   |
| 2.  | ZKL Brno                | 36  | 26 | 5 | 5  | 169:99  | 57   |
| 3.  | Spartak ČKD Prag        | 36  | 21 | 5 | 10 | 174:137 | 47   |
| 4.  | Slovan CHZJD Bratislava | 36  | 21 | 4 | 11 | 158:99  | 46   |
| 5.  | TJ SONP Kladno          | 36  | 17 | 4 | 15 | 131:116 | 38   |
| 6.  | TJ Gottwaldov           | 36  | 13 | 3 | 20 | 114:153 | 29   |
| 7.  | CHZ Litvínov            | 36  | 10 | 6 | 20 | 121:197 | 26   |
| 8.  | Tesla Pardubice         | 36  | 9  | 7 | 20 | 118:134 | 25   |
| 9.  | VSŽ Košice              | 36  | 10 | 5 | 21 | 104:143 | 25   |
| 10. | VTŽ Chomutov            | 36  | 3  | 2 | 31 | 91:207  | 8    |

Bester Torschütze der Liga wurde Jan Havel von Spartak ČKD Prag, der in den 36 Spielen seiner Mannschaft 39 Tore erzielte.

### Meistermannschaft von Dukla Jihlava
| Logo | Torhüter      | Hovora, Daněk |
| Logo | Abwehrspieler | Jan Suchý, Ladislav Šmíd, Trachta, Neubauer, Vladimír Bednář, M. Eysselt, Vokáč                                                                                       |
| Logo | Stürmer       | Jan Klapáč, Jaroslav Holík, Jiří Holík, Jan Hrbatý, Jiří Kochta, Josef Augusta, Střílka, Lano, Vrabec, Vorlíček, Nikl, Balun, M. Klapáč, Stanislav Neveselý, V. Mařík |
| Logo | Trainer       | Jaroslav Pitner |

## 1. Liga-Qualifikation
Die Gewinner der vier Zweitligagruppen, Motor České Budějovice, Spartak Hradec Králové, VŽKG Ostrava und Dukla Trenčín spielten in Hin- und Rückspiel um die Aufnahme in die 1. Liga für die folgende Spielzeit. Dabei setzte sich České Budějovice mit zehn Punkten durch und stieg in die 1. Liga auf.
| Platz | Team                   | Punkte |
| ----- | ---------------------- | ------ |
| 1.    | Motor České Budějovice | 10     |
| 2.    | VŽKG Ostrava           | 8      |
| 3.    | Spartak Hradec Králové | 3      |
| 4.    | Dukla Trenčín          | 3      |